# Acces deschis

Flux de lucru tipic pentru publicare a unui articol de revistă academică (preprint, postprint și versiunea publicată, cu acces deschis conform SHERPA/RoMEO)

Accesul deschis este o paradigmă de publicare a rezultatelor de cercetare științifică care permite accesul la conținutul operelor științifice ale căror autori înlesnesc acest lucru prin intermediul unei licențe deschise. Accesul deschis este la bază un model de publicare care deschide conținutul pentru a putea fi consultat atâta timp cât licența sub care a fost publicat permite acest lucru sub anumite termene și condiții. Licențele cel mai des utilizate pentru publicarea cu Acces deschis sunt cele din suita Creative Commons.

## Definiții
„Prin accesul deschis la această literatură, înțelegem că este liber disponibilă publicului pe internet permițând oricăror utilizatori să citească, descarce, copieze, distribuie, tipărească, să caute sau să se lege la textele integrale ale acestor articole, să le parcurgă pentru a le indexa, să le paseze ca date unui software sau să le folosească în orice scop respectând legea, fără bariere financiare, legale sau tehnice altele decât cele inseparabile de accesul pe internet în sine” (Declarația de la Budapesta).
„Definirea unei contribuții cu acces deschis
Stabilirea accesului deschis ca o procedură satisfăcătoare, ideal, necesită angajamentul activ al fiecărui individ producător de cunoaștere științifică și deținător al patrimoniului cultural. Contribuțiile cu acces deschis cuprind rezultatele de cercetare științifică originale, datele primare și metadatele, materialele sursă, reprezentările digitale ale materialelor pictografice și grafice dar și a materialelor multimedia.
Contribuțiile cu acces deschis trebuie să satisfacă două condiții:
1. Autorul(ii) și titularul(ii) drepturilor de autor acordă tuturor utilizatorilor dreptul de acces liber, irevocabil, global și o licență de a copia, utiliza, distribui, transmite și afișa public opera, precum și de a elabora și distribui opere derivate în orice mediu digital în orice scop just, fiind subiect al unei atribuiri corespunzătoare a drepturilor morale (standardele comunității vor continua să furnizeze mecanismul pentru întărirea unei atribuiri corespunzătoare și utilizarea responsabilă a lucrărilor publicate așa cum se face în acest moment), precum și dreptul de a face un număr redus de copii tipărite pentru uz personal.
2. O versiune completă a operei și toate materialele suplimentare incluzând o copie a permisiunilor așa cum se afirmă mai sus, într-un format electronic standard este depozitată (și astfel publicată) în cel puțin un depozit online folosind standardele tehnice potrivite (cum sunt specificațiile Arhivelor Deschise) care este sprijinit și întreținut de o instituție cu profil științific, o societate științifică, o agenție guvernamentală sau alte organizații bine stabilite care caută să permită accesul deschis, distribuirea nerestricționată, interoperabilitatea și arhivarea pe termen lung.” (Declarația de la Berlin[2])

## Scurtă istorie
- 1969 apare primul Request for Comments (RFC), o serie de documente tehnice menite să introducă și să uniformizeze tehnologiile implicate în realizarea serviciilor Internet.
- 1990 Sir Tim Berners-Lee, angajat al CERN, programează primul server web și primul browser pentru accesarea resurselor prin intermediul hiperlinkurilor.
- 1991 apare la CERN World Wide Web.
  - Jean-Claude Guédon lansează prima revistă liberă: „Surfaces”.
- 1995 Fermi National Accelerator Laboratory lansează primul server de preprinturi.
  - Apare revista care va impulsiona dezvoltarea depozitelor digitale D-Lib Magazine.
- 1997 Stevan Harnad lansează revista Cogprints concomitent cu apariția unui prim depozit digital specializat SciELO.
- 1998  John Willinsky inițiază Public Knowledge Project,[3] care va dezvolta instrumente software pentru gestionarea revistelor științifice electronice.
- 1999 se lansează Open Archive Initiative, o organizație care dezvoltă standarde deschise[4] cu scopul de a îmbunătăți funcționalitățile arhivelor/depozitelor electronice.
  - Open Society Foundations creează Electronic Information for Libraries (eIFL.net), o organizație care a avut și în continuare dezvoltă programe de promovare a Accesului Deschis.
- 2000 Universitatea din Southampton lansează EPrints, un pachet software destinat celor care doresc să creeze un depozit digital pentru resurse digitale de cercetare în regim de Acces Deschis.
  - Editorul BioMed Central publică primul articol online cu acces liber.
- 2001 Editorul Public Library of Science este lansat ca editor cu acces deschis.
- 2002 Open Society Foundations reunește la Budapesta cercetătorii interesați de Accesul Deschis. Această întâlnire va fi punctul de pornire a unei mișcări la nivel internațional la baza căreia se află Budapest Open Access Initiative[5].